# Trận sông Áp Lục (tháng 10/1894)
Trận sông Áp Lục (tiếng Nhật: 鴨緑江作戦, "Áp Lục giang tác chiến) là một trận nhỏ trên bộ trong Chiến tranh Giáp Ngọ giữa quân đội Đế quốc Nhật Bản và nhà Thanh Trung Quốc. Nó đôi khi được gọi là "Trận sông Áp Lục", điều này thường tạo ra sự nhầm lẫn với trận hải chiến trước đó có cùng tên, và trận hải chiến và bộ chiến sau này trong Chiến tranh Nga-Nhật, có cùng tên và diễn ra cùng địa điểm.

## Trận đánh
Sau chiến thắng trên biển trước Hạm đội Bắc Dương trong Trận sông Áp Lục (1894) ngày 17 tháng 9 1894, 10.000 lính Lục quân Đế quốc Nhật Bản dưới sự chỉ huy chung của Nguyên soái Yamagata Aritomo vượt sông Áp Lục tiến vào phía Nam Mãn Châu Lý.
Bờ Trung Quốc của con sông đối diện với thị trấn biên giới Triều Tiên Wiju (nay là Ŭiju) được củng cố bằng 16 km với hàng trăm đồn nhỏ và hầm hào. Tướng Tống Khánh của Lục quân Bắc Dương Trung Quốc phòng ngự con sông với 23.000 lính.
Tuy vậy, trong đêm này 24 tháng 10 1894 quân Nhật đã vượt được qua sông Áp Lục mà không bị phát hiện nhờ bắc một cầu phao, ngay lập tức đối mặt với các công sự Trung Quốc. Quân Nhật mở một cuộc tấn công đêm vào lúc 5 giờ chiều ngày 25 tháng 10 1894 và sau 3 giờ kháng cự, quân lính thủ thành Trung Quốc bỏ vị trí của mình.
Thương vong của quân Nhật trong trận này có 4 chết và 140 bị thương.

## Sau trận đánh
Thủ phủ An Đông (ngày nay là Đan Đông, tỉnh Liêu Ninh, Trung Quốc) bị chiếm ngày hôm sau mà không có kháng cự, và cơ quan quản lý dân sự lâm thời Nhật Bản do Nam tước Komura Jutaro (và sau này là Trung tướng Yasumasa Fukushima) điều hành được thiết lập.
Sau trận Áp Lục, Quân đoàn 1 Nhật Bản chia làm hai đường. Một hướng, do Trung tướng Katsura Taro đuổi theo Lục quân Bắc Dương Trung Quốc tháo chạy, tiêu diệt quân đội Trung Quốc trong vài trận chạm súng lẻ tẻ trong tháng 11 và 12, và cắt đứt con đường đến cảng chiến lược Lữ Thuận (Cảng Arthur).
Hướng thứ hai do Trung tướng Oku Yasukata chỉ huy hành quân lên phía Bắc trong điều kiện mùa đông khắc nghiệt để tấn công thủ phủ Thẩm Dương (Mukden) của Mãn Châu Lý.